# Burgstraße 15 (Runkel)

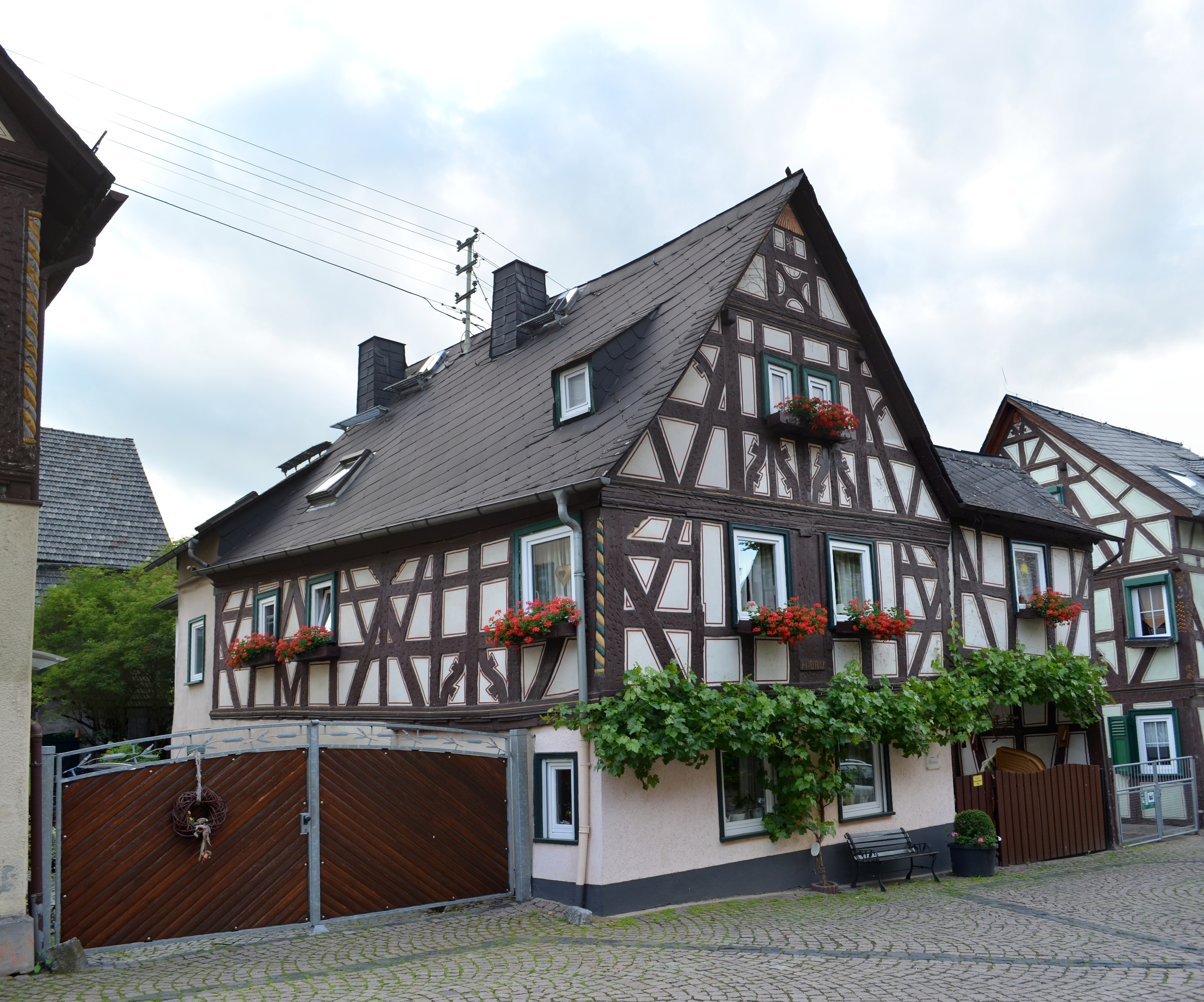
Fachwerkhaus Burgstraße 15 in Runkel

Das Gebäude Burgstraße 15 in Runkel, einer Gemeinde im mittelhessischen Landkreis Limburg-Weilburg, wurde 1702 errichtet. Das zweigeschossige Fachwerkhaus ist ein geschütztes Kulturdenkmal. 
Der giebelständige Bau ist das aufwendigste Privatgebäude in der Burgstraße. Neben den üblichen Schmuckformen wie Mannfiguren und Andreaskreuzen sind auch eine Sonne und geschuppte Füllhölzer zu sehen. 
Der stehende Stuhl wurde für die Gestaltung des Fachwerkbildes genutzt. Am Obergeschoss ist ein mächtiger Bundständer mit der überlieferten Jahreszahl 1702 vorhanden. 
Im 19. Jahrhundert wurde der Torfahrttrakt an der rechten Seite hinzugefügt.